# FMNL2
FMNL2‏ (Formin like 2) هوَ بروتين يُشَفر بواسطة جين FMNL2 في الإنسان.